# Veronica sergievskiana
Veronica sergievskiana är en grobladsväxtart som beskrevs av A. V. Polozhij. Veronica sergievskiana ingår i släktet veronikor, och familjen grobladsväxter. Inga underarter finns listade i Catalogue of Life.